# Chlorotettix maculatus
Chlorotettix maculatus är en insektsart som beskrevs av Singh-pruthi 1936. Chlorotettix maculatus ingår i släktet Chlorotettix och familjen dvärgstritar. Inga underarter finns listade i Catalogue of Life.